# Andreas Schönbächler
Andreas „Sonny” Schönbächler (ur. 24 kwietnia 1966 w Zug) – szwajcarski narciarz, specjalista narciarstwa dowolnego. Specjalizował w skokach akrobatycznych. Jego największym sukcesem jest złoty medal w skokach akrobatycznych wywalczony na igrzyskach olimpijskich w Lillehammer. Brał także udział w igrzyskach w Calgary i igrzyskach w Albertville jednak w obu przypadkach skoki akrobatyczne były jedynie dyscypliną pokazową. Na mistrzostwach świata najlepszy wynik osiągnął podczas mistrzostw świata w Tignes, kiedy to zajął 10. miejsce w skokach akrobatycznych. Najlepsze wyniki w Pucharze Świata osiągnął w sezonie 1988/1989, kiedy to zajął 19. miejsce w klasyfikacji generalnej, a w klasyfikacji skoków akrobatycznych był szósty.

## Osiągnięcia

### Igrzyska olimpijskie
| Miejsce | Dzień     | Rok  | Miejscowość | Konkurencja        | Zwycięzca |
| ------- | --------- | ---- | ----------- | ------------------ | --------- |
| 1.      | 24 lutego | 1994 | Lillehammer | Skoki akrobatyczne | -         |

### Mistrzostwa świata
| Miejsce | Dzień    | Rok  | Miejscowość | Konkurencja        | Zwycięzca      |
| ------- | -------- | ---- | ----------- | ------------------ | -------------- |
| 10.     | 4 lutego | 1986 | Tignes      | Skoki akrobatyczne | Lloyd Langlois |
| 16.     | 5 marca  | 1989 | Oberjoch    | Skoki akrobatyczne | Lloyd Langlois |

#### Miejsca w klasyfikacji generalnej
- sezon 1983/1984: 88.
- sezon 1984/1985: 62.
- sezon 1985/1986: 39.
- sezon 1986/1987: 24.
- sezon 1987/1988: 24.
- sezon 1988/1989: 19.
- sezon 1989/1990: 51.
- sezon 1990/1991: 117.
- sezon 1991/1992: 27.
- sezon 1992/1993: 79.
- sezon 1993/1994: 21.

#### Miejsca na podium
1. Tignes – 11 grudnia 1986 (Skoki akrobatyczne) – 3. miejsce
2. Mariazell – 22 lutego 1987 (Skoki akrobatyczne) – 3. miejsce
3. La Clusaz – 13 marca 1988 (Skoki akrobatyczne) – 3. miejsce
4. Breckenridge – 29 stycznia 1989 (Skoki akrobatyczne) – 3. miejsce
5. Tignes – 12 grudnia 1993 (Skoki akrobatyczne) – 2. miejsce
6. Breckenridge – 16 stycznia 1994 (Skoki akrobatyczne) – 3. miejsce
7. La Clusaz – 4 lutego 1994 (Skoki akrobatyczne) – 2. miejsce